# Massa Lubrense
Massa Lubrense är en ort och kommun i storstadsregionen Neapel, innan 2015 provinsen Neapel, i regionen Kampanien i Italien. Kommunen hade 14 294 invånare (2017).